# Casas Bajas
Pour les articles homonymes, voir Casas.

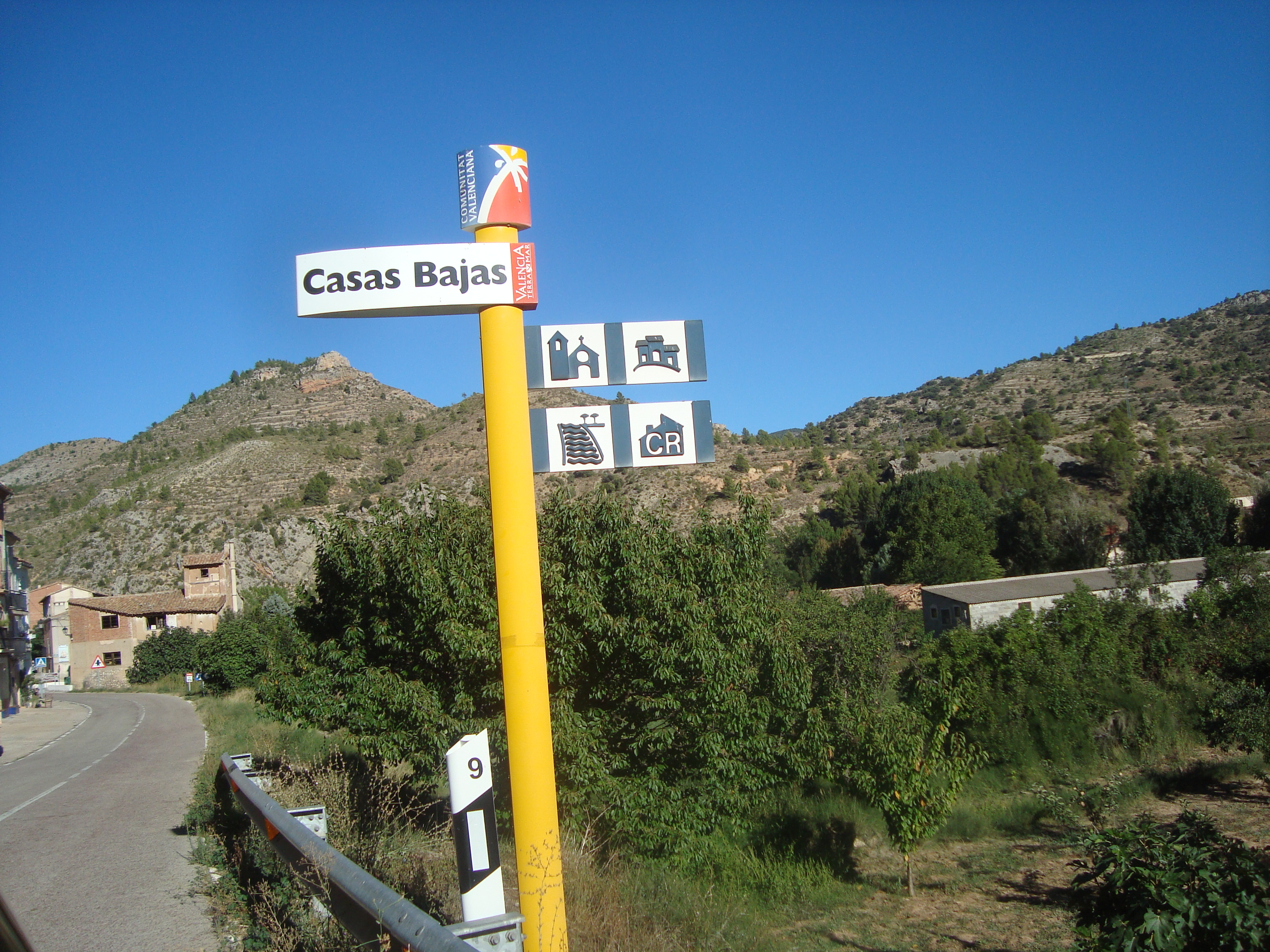
Casas Bajas, Rincón de Ademuz (Valencia, España).

Casas Bajas, en castillan et officiellement (Cases Baixes en valencien), est une commune d'Espagne de la province de Valence dans la Communauté valencienne. Elle est située dans la comarque du Rincón de Ademuz et dans la zone à prédominance linguistique castillane.

## Géographie

Localisation de Casas Bajas
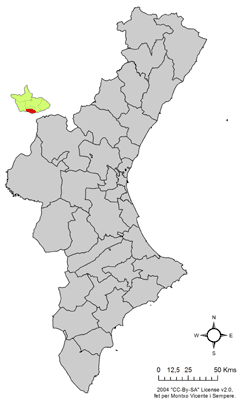
dans la Communauté valencienne.
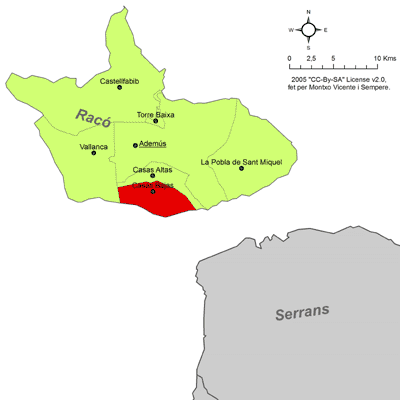
dans la comarque du Rincón de Ademuz.

## Histoire
Ce village était un village dépendant de la juridiction de la ville d'Ademuz, mais le 5 juin 1838, il obtint la grâce de S.M. mettre en place sa propre mairie, ayant fait l'indication du territoire de la commune en 1841, selon Madoz.

## Patrimoine

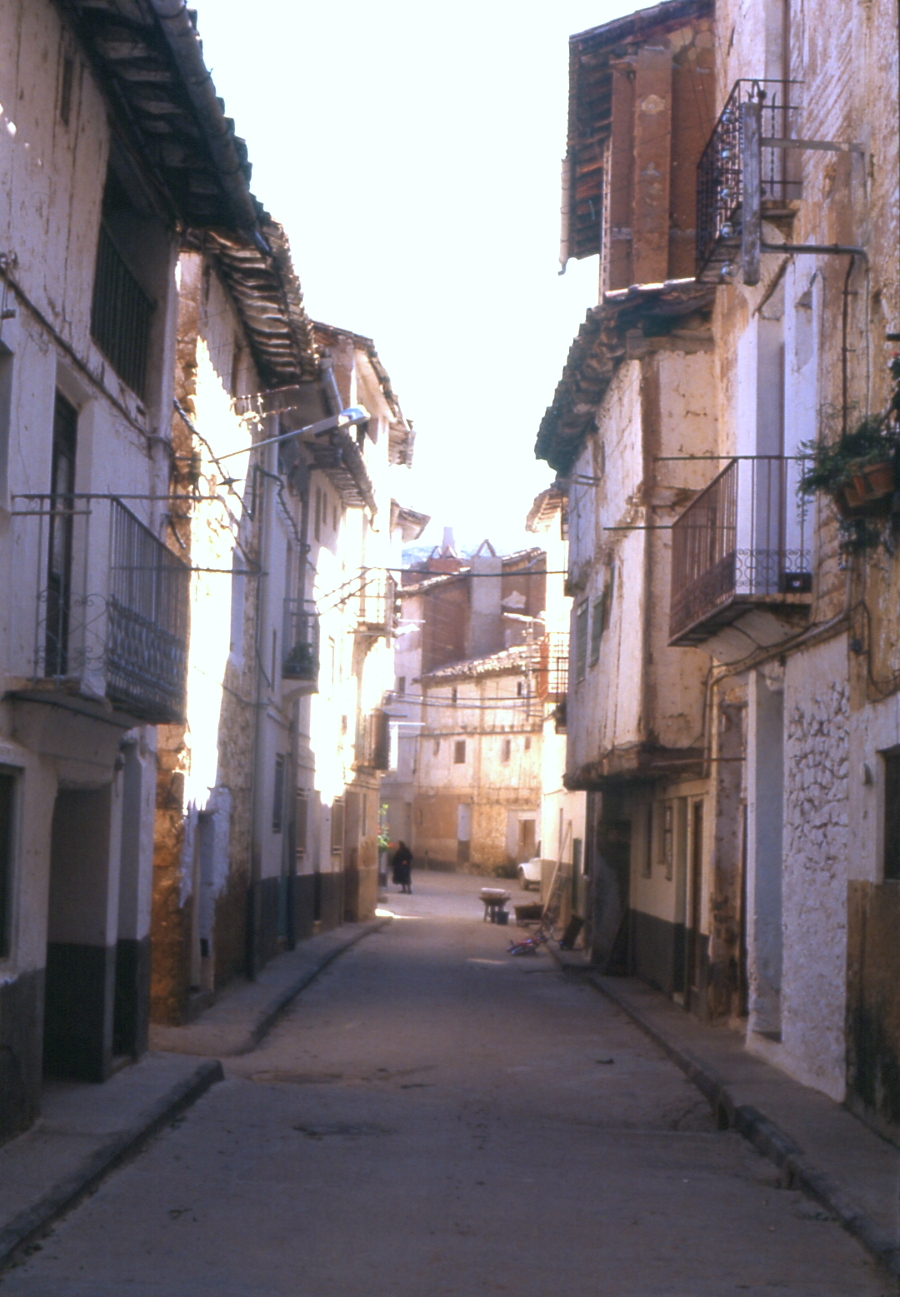
Calle del Paso en 1987.